# Stenlille
Stenlille – miejscowość w Danii na wyspie Zelandia, w regionie Zelandia, w gminie Sorø. 
Do 2007 siedziba władz gminy Stenlille, od 2007 wchodzi w skład nowej gminy Sorø w regionie Zelandia.
W 2008 r. w Stenlille żyło 2 039 mieszkańców.